# بيل ليونارد (صحفي)
بيل ليونارد (بالإنجليزية: Bill Leonard)‏ هو صحفي أمريكي، ولد في 9 أبريل 1916 في نيويورك في الولايات المتحدة، وتوفي في 23 أكتوبر 1994 في لوريل في الولايات المتحدة بسبب سكتة.